# Cefeo (figlio di Aleo)
Cèfeo (in greco antico: Κηφεύς?, Kephéus) (o Cefèo) è un personaggio della mitologia greca, re di Tegea ed Argonauta.

## Genealogia
Figlio di Aleo e di Neera e fratello di Licurgo, Anfidamante, Auge ed Alcidice.

Fu padre di venti figli e tra cui il maschio Aeropo e le femmine Sterope, Aerope ed Antinoe.

## Mitologia
Fu re di Tegea e partecipò al viaggio degli Argonauti insieme a suo fratello Anfidamante.
Fu convinto da Eracle ad intervenire in suo favore nella disputa contro Ippocoonte e nell'impresa la sorte si rivelò infausta poiché dei suoi figli ne sopravvissero tre secondo Diodoro Siculo mentre secondo Apollodoro nessuno ritornò indietro. 

Eracle lo convinse facendo un regalo a sua figlia Sterope.
La città di Cafias dovrebbe portare il suo nome e sembra che sia stato anche il fondatore di Kyrenia.